# Gierczyn (województwo warmińsko-mazurskie)
Gierczyn (niem. Gertrudshof) – osada w Polsce położona w województwie warmińsko-mazurskim, w powiecie bartoszyckim, w gminie Bartoszyce.
W latach 1975–1998 miejscowość administracyjnie należała do województwa olsztyńskiego.
Dawny folwark, należący do majątku ziemskiego Pełkity. W 1978 r. był tu PGR, ujmowany w spisie powszechnym łącznie z miejscowością Łoskajmy.
Obecnie w miejscowości nie ma zabudowy.